# Towers Football

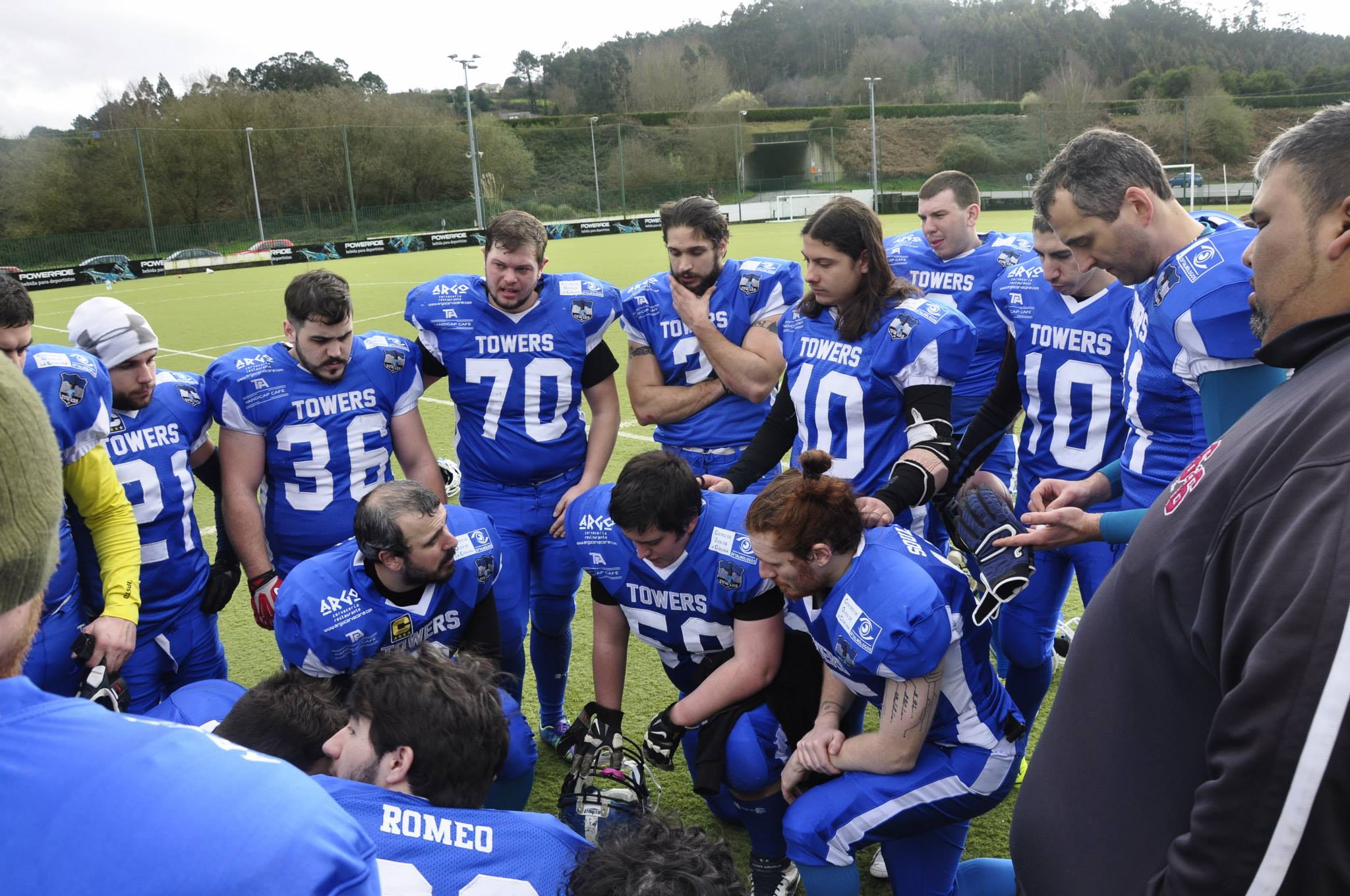
Huddle post-partido 01/03/2015

Towers Football (español: Torres Fútbol) (hasta 2013 Coruña Towers, en español: Coruña Torres) es el club de fútbol americano de la Comarca de La Coruña ubicado en Cambre (España).

## Historia

### Nombre
El nombre es una referencia a los faros de la costa noroeste gallega, siendo el más emblemático de todos ellos la Torre de Hércules, declarado Patrimonio de la Humanidad por la Unesco.

### Inicios
Fue fundado oficialmente en 2009 por un grupo de jóvenes de la Comarca de La Coruña como Coruña Towers después del primer campus/clinic de iniciación al fútbol americano promovido por la recién creada Asociación Gallega de Fútbol Americano (AGFA). Las primeras quedadas y entrenamientos tuvieron lugar en las playas de la ciudad alrededor de 2007, mucho antes de la fundación del club, en unas condiciones muy precarias y sin equipaciones protectoras. Más tarde en el Parque de Vioño y en el Parque de Eiris (La Coruña) también se realizaron entrenamientos.

### Fusión
En el verano de 2009 el presidente de la recién fundada Associação Portuguesa de Futebol Americano invita a integrantes de Coruña Towers y Teo Black Thunder a formar parte del proyecto de la primera liga de fútbol americano del país. Debido a la falta de gente, ambos equipos deciden fusionarse en lo que pasaría a llamarse Galicia Black Towers.
Sólo unos pocos de los jugadores originales continúan esta parte del proyecto y juegan en los primeros años la modalidad de Tackle en la liga portuguesa. Durante ese tiempo ambos clubes compiten por separado en la Liga Gallega de Fútbol Flag.
En 2012 y ante la inminente creación de la Liga Gallega de Fútbol Americano la fusión de los equipos llega a su fin y Galicia Black Towers es disuelto. Parte de los jugadores continúan en el Club San Francisco de Teo, otra parte crea un nuevo club (Santiago Black Ravens) y Towers Football reinicia su sección de tackle.

### A partir de 2012
- La sección de flag quedó segunda en la IV Liga Gallega de Flag.

- En 2013 la sección de tackle continuó creciendo y realizando amistosos de cara a la II Liga Gallega de Fútbol Americano.

La sección de flag ganó invicta la Liga Gallega de Fútbol Flag, obteniendo el pase a la Spanish Flag Bowl. Además el club decidió presentarse como candidato a sede de la competición, siendo finalmente el responsable de organizar la VII edición masculina y II femenina de dicho torneo. En lo deportivo el club obtuvo la octava plaza.
- En la temporada 2013/2014 la sección de tackle jugó su primer partido oficial[4] y terminó la II Liga Gallega de Fútbol Americano en cuarto puesto.

En la sección de flag y dado su crecimiento se crea un equipo filial. El primer equipo quedó subcampeón y el filial quinto de la VI Liga Gallega de Fútbol Flag.
- En la temporada 2014/2015 la sección de tackle terminó en tercera posición la III Liga Gallega de Fútbol Americano.

En la sección de flag el primer equipo quedó subcampeón y el filial tercero de su grupo da VII Liga Gallega de Fútbol Flag.
- En la temporada 2015/2016 la sección de tackle terminó campeona de la IV Liga Gallega de Fútbol Americano.

Se crean la sección de animación (mixta) y el equipo de flag femenino que toman por nombre Royal Towers.
En la sección de flag el primer equipo quedó subcampeón de la VIII Liga Gallega de Fútbol Flag, el filial logró el pase al play-off de ascenso y el equipo femenino terminó en tercera posición de su grupo de segunda división.
- En la temporada 2016/2017 la sección de tackle terminó subcampeona de la V Liga Gallega de Fútbol Americano.

En la sección de flag el primer equipo quedó campeón de la IX Liga Gallega de Fútbol Flag, el equipo filial quedó campeón de segunda división y el equipo femenino terminó cuarto de su grupo de segunda división. Además el equipo femenino quedó segundo de la I Liga Gallega de Fútbol Flag Femenino.
- En la temporada 2017/2018 la sección de tackle terminó subcampeona de la Liga Norte de Fútbol Americano en su primera participación en esta competición interregional.

En la sección de flag el primer equipo quedó campeón de la X Liga Gallega de Fútbol Flag y ganó la primera edición de la Copa Galicia de Fútbol Flag.
- En la temporada 2018/2019 la sección de tackle disputó en Portugal la primera edición del Torneio Fundadores invitado por la Federaçao Portuguesa de Futebol Americano (FPFA), y poco después disputó el Campionato Nacional de Futebol Americano (CNFA) invitada por la misma federación.

En la sección de flag el primer equipo quedó subcampeón de la XI Liga Gallega de fútbol flag además de revalidar el título de Copa Gallega de Fútbol Flag.
- En la temporada 2019/2020 la sección de tackle disputó la Liga Norte Sénior 7x7 a la que presentó dos equipos: Black Widow Towers y Towers Chieftains. Antes de la suspensión de la comeptición por la Pandemia de COVID-19 ambos equipos estaban en puestos de play-off a falta de disputarse la última jornada de la fase regular.

La sección de flag no tuvo actividad por la suspensión de todas las competiciones por la Pandemia de COVID-19.
- En la temporada 2020/2021 el club retoma los entrenamientos poco a poco según lo permite la relajación de las medidas sanitarias para contener la Pandemia de COVID-19, no participa en ninguna competición por la pausa en las mismas.

- En la temporada 2021/2022 la sección de tackle disputó la Liga Norte Sénior 7x7 organizada por la Federación de Fútbol Americano del Principado de Asturias, terminando el campeonato regular primeros clasificados e invictos. Esto les valió el pase a la fase interterritorial donde vencierón a CFA Legends en semifinales y a Valladolid Penguins en la final.

La sección de flag participó en la Copa de Asturias de Fútbol Flag presentando dos equipos, Meliora Towers y Towers Chieftains, obteniendo la primera y la cuarta plaza respectivamente.

## Palmarés
- Tackle

2 veces campeones de la Liga Norte de Fútbol Americano: 2022 y 2023. Y subcampeones en 2018.
Campeones de la Liga Interterritorial de Fútbol Americano 2022.
Campeones de la IV Liga Gallega de Fútbol Americano (2016). Y subcampeones en 2017.
- Flag

Campeones de la Liga Norte de Fútbol Flag 2023.
Campeones de la Copa de Asturias de Fútbol Flag 2021.
4 veces campeones de la Liga Gallega de Fútbol Flag Open: 2013, 2017 (el equipo filial queda campeón en segunda división), 2018 y 2022. Y 4 veces subcampeones: 2012, 2014, 2015 y 2016.
3 veces campeones de la Copa Galicia de Fútbol Flag Open:2017, 2018 y 2019.
Campeonas de la Copa Galicia de Fútbol Flag Femenina (2019)

## Récords
- Campeonatos invictos: V Liga Galega de Fútbol Flag 2013, Copa de Asturias de Fútbol Flag 2021, Liga Norte de Fútbol Americano 2022, Liga Interterritorial de Fútbol Americano 2022.
- Racha victorias seguidas en la Liga Gallega de Fútbol Flag: 16 (entre la última jornada de la IV y la tercera de la VI edición). 06-01-2014
- Racha de victorias seguidas en la Liga Norte de Fútbol Americano: 15 (entre la primera jornada de la edición 2020 y la penúltima jornada de la edición 2023).